# Linglong Tire
Linglong Tire (玲珑轮胎S; Shandong Linglong Tire Company, Limited) è un'azienda cinese produttrice di pneumatici, tra le prime 20 imprese di pneumatici a livello mondiale e tra le prime 5 in Cina.
L'azienda è quotata alla borsa di Shanghai. Al 2025 è descritta da Brand Finance come l'azienda di pneumatici più forte della Cina, con una valutazione A+.
Fondata nel 1975, l'azienda conta 13.000 dipendenti. La società ha aperto il suo primo stabilimento internazionale nel 2014 a Chonburi in Thailandia e dal 2015 produce pneumatici per camion e autobus.
La linea di prodotti Linglong Tire è commercializzata con sei diversi marchi, tra cui Linglong, Leao, Atlas, Infinity, Green Max e Hubtrac.
Linglong Tire possiede quattro stabilimenti di produzione a Zhaoyuan, Dezhou, Liuzhou in Cina e un altro in Thailandia.

## Controversie
Il marchio ha suscitato polemiche quando un test del 2009 condotto da Consumer Reports mostrò che gli pneumatici della Linglong richiedevano, per fermarsi da 50 miglia all'ora, uno spazio più lungo di 22 piedi rispetto ad altri pneumatici testati.
Lo stand della società al SEMA del 2012, un evento espositivo del settore, fu sequestrato a seguito di fatture non pagate.
Nel 2018 Linglong Tire ha annunciato il suo piano per costruire un quarto sito in Cina con una produzione circa di 14,5 milioni di pneumatici annui a Jingmen, nella provincia di Hubei, in Cina. Nell'agosto 2018, Linglong ha annunciato che la sua seconda fabbrica all'estero a Zrenjanin, in Serbia. La capacità pianificata è di 13,6 milioni di pneumatici all'anno. Riguardo a tale stabilimento, l'impresa è stata messa sotto accusa in riferimento alle condizioni di lavoro di 500 lavoratori vietnamiti. Tali accuse riguardano violazioni dei diritti umani, traffico di esseri umani e condizioni potenzialmente pericolose per la salute e la vita delle persone.

## Sponsorizzazioni
A partire dagli anni 2010, Linglong ha sponsorizzato numerosi club e campionati calcistici.
Nel gennaio 2015, l'azienda è diventata lo sponsor principale della squadra tedesca VfL Wolfsburg.
L'azienda è diventata partner ufficiale della squadra italiana Juventus nel febbraio 2018.
Il 30 marzo 2019, Linglong ha iniziato a sponsorizzare la SuperLiga serba, il massimo campionato di calcio del paese.
Dal settembre 2024 l'azienda è anche sponsor della squadra principale del Chelsea F.C.